# Franc Kattnig
Franc (eigentlich: Franz) Kattnig, vulgo Katnigovi hata, (* 7. Januar 1945) ist ein österreichischer Verleger, Autor und Journalist über die slowenische Sprache und Kultur in Kärnten (vgl. Kärntner Slowenen).

## Leben
Kattnig besuchte von 1951 bis 1954 die Volksschule Rosegg, von 1954 bis 1956 die Hauptschule St. Jakob und trat 1957 in das neu gegründete Slowenische Gymnasium in Klagenfurt ein, in dem er 1963 zum ersten Maturajahrgang gehörte. Nach der Matura begann er 1963 an der TU Wien das Studium des Maschinenbaus, wo er 1969 zum Diplom-Ingenieur graduierte. Danach arbeitete er als Assistent an der TU und als Professor an der Höheren Technischen Lehranstalt, bis ihn 1978 der Rat der Kärntner Slowenen mit dem Aufbau des Slowenischen Informations-Centers (SIC) beauftragte.
1979 erweckte er den Kulturverein „Peter Markovič“ in Rosegg, dessen Vorsitzender er seither ist, zu neuem Leben. Im Frühjahr 1985 verlangte er ein Lokalmuseum im alten Rosegger Gemeindehaus, in dem Funde bzw. deren Kopien aus dem Landesmuseum in Klagenfurt aus dem Gräberfeld von Frög ausgestellt werden könnten. 1981 wechselte Kattnig zum Hermagoras Verlag, für dessen Programm er bis zur Pensionierung mitverantwortlich war. Er hatte bis zum Ende Jugoslawiens mit dem Einfuhrverbot von slowenischsprachigen Büchern aus ausländischen nicht-regimetreuen Verlagen zu kämpfen. Er publizierte Kunstbücher von Cornelius Kolig (Möbel für das Paradies), über Valentin Oman, Kiki Kogelnik und Gustav Januš, dessen Gedichte er in einer viersprachigen Ausgabe verlegte. Von der slowenischen Literatur wurden unter vielen anderen Werke von Žarko Petan, Alojz Rebula, Kajetan Kovič und Drago Jančar übersetzt und die Memoiren des ersten Regierungschefs Sloweniens Lojze Peterle publiziert. Deutschsprachige Autoren wurden in der Originalsprache verlegt. Die slowenische Literatur in Kärnten wurde von Johann Strutz in einem umfangreichen Handbuch behandelt, das bereits in zweiter Auflage erschienen ist; dem Mangel an einer modernen slowenischen Literaturgeschichte versuchte er durch die Übersetzung eines umfangreichen serbokroatischen Handbuchs von Marija Mitrović und Bearbeitung sowie intensiven Ergänzung durch Katja Sturm-Schnabl abzuhelfen; das Buch erschien 2001. Jahre hindurch war Kattnig Redakteur der Zeitschriften „Družina in dom“ (Familie und Heim) sowie des „Celovški Zvon“ (Klagenfurter Glocke). Franc Kattnig wurde im Jahr 2009 als Leiter des Hermagoras Verlags (Mohorjeva založba) in Klagenfurt pensioniert.

## Auszeichnungen
- 2001: Schwentnerpreis der Republik Slowenien/Schwentnerjeva nagrada[3] Republike Slovenije
- 2025: Tischler-Preis des Rats der Kärntner Slowenen und des Christlichen Kulturverbands, Klagenfurt/Tischlerjeva nagrada Narodnega sveta koroških Slovencev in Krščanske kulturne zveze, Celovec